# Waarschip
Een Waarschip is een Nederlands houten kajuitzeiljacht dat gebouwd wordt sinds 1963. Het schip is overnaads gebouwd, dat wil zeggen dat de rompbeplating (huidgangen) van boven naar onder over elkaar liggen. Een Waarschip is geschikt voor het zeilen van wedstrijden.
De naam Waarschip is een verwijzing naar het dorp 't Waar in Groningen waar het eerste schip werd gebouwd. 